# 명효철
명효철(明孝喆, 1937년 6월 15일~2010년 2월 11일)은 대한민국의 수학자이다. 고등과학원 원장을 역임했다.

## 학력
- 1956∼1960 서울대학교 수학과

- 1960∼1962 서울대학교 대학원 이학석사(수학)

- 1966∼1970 미국 미시간주립대학 대학원 이학박사(대수학)

## 경력
- 1970∼1995 미국 Northern Iowa 대학 수학과 교수
- 1979∼1980 서울대학교 초빙교수
- 1995∼2002 한국과학기술원 수학과 교수
- 1996~2007 고등과학원 부원장, 원장직무 대리, 교수부장
- 2007~2010 고등과학원 원장

## 포상
- 1986 최우수 교수상 (University of Northern Iowa)
- 1990 Donald Mckey 최우수 연구상(University of Northern Iowa)
- 2006 서울시 문화상
- 2009 수당상

## 생애 및 업적
명효철 교수는 리 허용 대수 연구에서 세계적 성과를 거두었고, 한국과학기술원과 고등과학원에서 후학 양성과 한국 수학의 발전을 위해 물심양면으로 노력했다.
그는 경남 마산 출신으로 1960년 서울대학교 수학과를 마쳤고, 1962년에 석사학위를 받았으며, 1966년에 미국으로 건너가서 1970년 미시간주립대학에서 박사학위를 받았다. 그가 제출한 박사학위 논문은 대수학에 관한 “Flexible Lie-admissible algebras”였다. 이후 곧바로 노던아이오와대학의 수학과 교수가 되었고, 25년간 재직하면서 연구활동을 이어갔다.  
그의 연구 중심은 리 허용대수(Lie-admissible algebras), 즉 교환자를 정의하면 리 대수를 만들어낼 수 있는 비결합 대수(nonassociative algebras)의 구조를 찾아내고 이를 분류하는 것이었다. 그는 특히 앨버트 문제와 추측을 해결한 일련의 연구를 통해 세계 수학계에서 이름을 널리 알렸다. 1948년 수학자 앨버트(A. Adrian Albert)는 리 대수학의 일반화로서 리 허용 대수를 도입하고 관련된 몇 가지 문제와 추측을 남겼다. 많은 연구자들이 앨버트가 제기한 문제에 대해 연구했지만 1970년대에도 부분적으로만 해결된 상태였다.
그는 미국 로체스터대학의 물리학자 오쿠보(Susumu Okubo)와 공동연구를 통해 앨버트 문제를 해결했다. 1948년에 앨버트는 A-가 반단순 리 대수(semisimple Lie algebra)일 때 유동 대수 A(flexible algebra A)를 결정하는 문제를 제기했다. 오쿠보와 명효철은 1978-1980년 A-가 유한차원의 단순 리 대수일 때 리 허용 대수 A의 구조를 분류하는 연구 성과들을 발표했다. 이 연구는 수학의 앨버트 문제를 해결했을 뿐 아니라 양자역학의 일반화를 시도하는 과정에서 광범위하게 적용될 수 있는 대수 모델이 유동 리 허용 대수라는 것을 증명했다는 점에서 높은 평가를 받았다. 그리고 1986년 명효철은 리 허용 대수를 말체프 허용 대수까지 확장하는 연구를 했고, 이를 종합하여 1986년 Malcev-admissible algebras를 출판했다. 1988년 미국수학회지의 서평은 이 책을 “리 허용 대수를 공부하려는 수학자들에게 최고의 책이 될 것”이라고 평가했다.
다른 수학자, 물리학자들과의 공동연구는 1980년대까지 계속 이어졌다. 그는 고전역학의 일반화에서 유래한 대수의 문제와 대수 이론을 미분기하에 응용하는 연구를 추진했다. 특히 스페인 수학자 엘뒤크(A. Elduque)와 공동연구를 통해 위상다양체 S6, S7, S15 위에서 모든 불변아핀접속(Affine connection)을 완전히 결정했다. 이 연구는 아핀접속의 연구에서 새로운 방향과 도구를 제시한 것으로 인정받았다. 1996년에는 엘뒤크와 공동으로 Mutational Alternative Algebras를 출판했다.
명효철은 한국에서 수학자 양성과 수학 연구 수준을 높이는 일에도 기여했다. 1995년 귀국하여 한국과학기술원의 교수가 된 후 고등과학원의 부원장(1996)이자 원장(2007-2010)으로서 기관의 방향성과 연구 기반을 확립하는 일들을 이끌었다. 특히 수학의 경우 1994년 필즈상 수상자인 에핌 젤마노프(Efim Zelmanov)를 석좌교수로 유치함으로써 고등과학원이 세계 최고 수준의 연구를 목표로 한다는 점을 분명히 할 수 있었다. 이후 고등과학원은 그가 국제 수학계에서 쌓아올린 신뢰와 교류관계에 힘입어 많은 국제학술회의를 개최하고 공동연구를 할 수 있었다. 또한 그는 대학수학회와 여성수리과학회 학술사업을 적극 후원하고 개인적으로 고등과학원에 3억원을 기부하는 등 한국 수학의 발전을 물심양면으로 지원했다.
명효철의 일생에 걸친 연구와 교육, 그리고 수학 발전을 위한 헌신적 노력은 여러 형태로 인정받았다. 미국에 있을 때 그는 1986년 노던아이오와대학으로부터 최우수 교수상을 받았고, 1990년에 제정된 Donald Mckey 최우수 연구상 1회 수상자가 되었다. 귀국한 이후에는 2006년 서울시 문화상과 2009년 수당상을 각각 받았다.